# Kwon Yang-suk
Kwon Yang-suk, kor. hangul 권양숙, hancha 權良淑, wym. kwʌnjaŋsuk (ur. 23 grudnia 1947) – pierwsza dama Korei Południowej w latach 2003–2008, żona prezydenta Roh Moo-hyuna.
Jest buddystką, w czasie kampanii wyborczej działała na rzecz pozyskania dla męża poparcia w środowiskach buddyjskich.
Postanowieniem z 3 grudnia 2004 odznaczona Orderem Orła Białego.